# Aéroport international Osvaldo Vieira de Bissau
L'aéroport international Osvaldo Vieira de Bissau, (code IATA : OXB • code OACI : GGOV) est un aéroport domestique et international desservant Bissau, ville autonome et capitale de la Guinée-Bissau en Afrique de l'Ouest.
Il s'agit du seul aéroport international du pays. Il est situé à environ neuf kilomètres du nord-ouest du centre-ville de la capitale Bissau. L’aéroport a pris le nom du combattant guinéen pour l’indépendance Osvaldo Vieira.
L’aéroport dispose, en plus des bâtiments de l’ère coloniale, d’un terminal plus récent duquel partent tous les avions. Dans le terminal, on trouve quelques boutiques hors taxes et des boutiques de souvenirs, des bars, et une filiale de la poste guinéenne. Le temps de transport en commun pour se rendre au centre-ville de Bissau est d’environ 20 minutes.
À la suite du conflit du 7 juin 1998, l’aéroport est fermé. Il ouvre à nouveau au trafic de personnes en juillet 1999.

## Situation
| \| 50 km1:5 086 000 \| Bissau · Osvaldo Vieira Bubaque Bafatá Cufar Gabú Quebo |
| 50 km1:5 086 000                                                               |

## Lignes aériennes et destinations
La TACV du Cap-Vert relie quotidiennement la capitale sénégalaise Dakar et plusieurs fois par semaine la capitale cap-verdienne Praia. Depuis avril 2011, Sénégal Airlines relie Bissau à Dakar trois fois par semaine. De même, la compagnie marocaine Royal Air Maroc y atterrit trois fois par semaine, offrant des possibilités de connexion pour l'Europe, l'Amérique du Nord et du Sud et le Moyen-Orient. Des vols privés en aéronefs ou en hélicoptères sont proposés pour les îles de l’archipel des Bijagos et l’arrière-pays de Guinée-Bissau. 
À l’avenir, des destinations supplémentaires doivent être desservies et l’infrastructure de l’aéroport développée. La compagnie Saicus Air envisage de mettre en place des vols de Bissau à Madrid et Barcelone en passant par Las Palmas. Les capitales des pays voisins, Banjul et Conakry, doivent aussi être reliées. La construction d'un hôtel international est en projet près de l’aéroport.
| Compagnies           | Destinations                                    |
| -------------------- | ----------------------------------------------- |
| Air Sénégal          | Dakar-B. Diagne                                 |
| ASKY Airlines        | Conakry, Dakar-B. Diagne, Lomé-G. Eyadéma Praia |
| euroAtlantic Airways | Lisbonne-H. Delgado                             |
| Royal Air Maroc      | Casablanca-Mohammed-V                           |
| Air Côte d'Ivoire    | Abidjan-F.-H.-Boigny                            |
| TAP Air Portugal     | Lisbonne-H. Delgado                             |
| Transair             | Dakar-B. Diagne, Praia                          |

Édité le 10/06/2019